# Pentti Laasonen (matematiker)
Veikko Pentti Johannes Laasonen, född 14 mars 1916 i Helsingfors, död där 12 augusti 2000, var en finländsk matematiker.
Laasonen blev filosofie doktor 1944. Han var 1948–1961 professor i hållfasthetslära vid Tekniska högskolan och 1962–1979 professor i matematik samt högskolans rektor 1970–1979. Han var 1961–1962 professor vid Helsingfors universitet och verkade som gästprofessor vid flera amerikanska universitet.
Laasonen innehade talrika förtroendeuppdrag i olika vetenskapspolitiska sammanhang, bland annat posten som ordförande i Vetenskapliga samfundens delegation 1965–1968.